# Couze Pavin
Pour les articles homonymes, voir Couze et Pavin.
La Couze Pavin, appelée aussi Couze d'Issoire ou Couze de Besse, est une rivière française du Massif central qui coule dans le département du Puy-de-Dôme. C'est un affluent en rive gauche de l'Allier et un sous-affluent de la Loire.

## Géographie

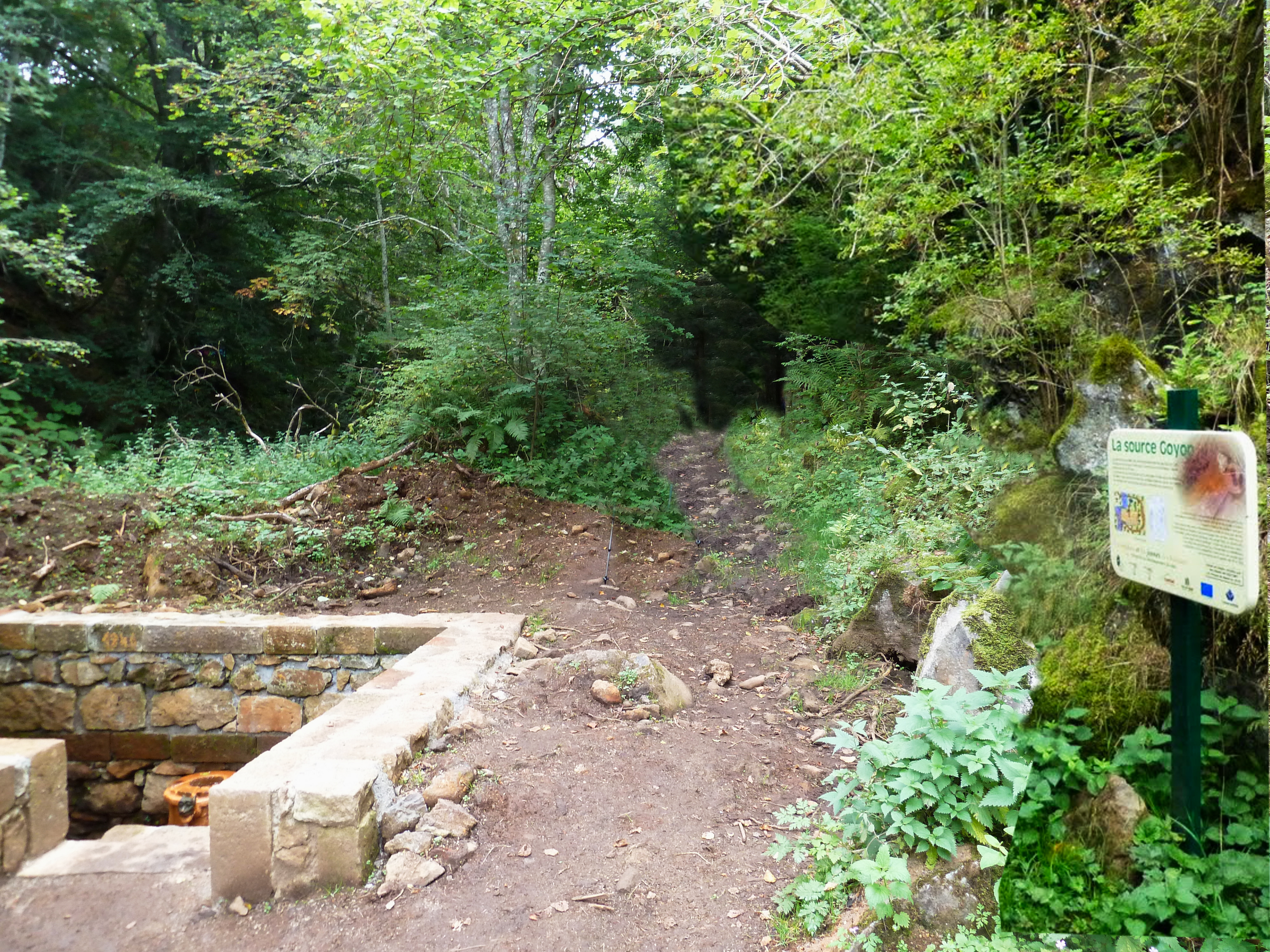
La source Goyon sur la Couze Pavin au rocher de Berthaire (puy de la Perdrix).

La Couze Pavin prend sa source vers 1 580 mètres d'altitude à l'ouest du département du Puy-de-Dôme, dans les monts Dore, sur les pentes sud-est du puy de la Perdrix, en limite des communes de Besse-et-Saint-Anastaise et Chambon-sur-Lac. Elle passe à l'ouest de Super Besse, puis au nord du lac Pavin et de Besse-en-Chandesse. Elle reçoit en rive droite son principal affluent, la Couze de Valbeleix, arrose successivement les villages de Saurier et Saint-Floret, passe entre ceux de Chidrac  et Saint-Cirgues-sur-Couze puis au nord de celui de Meilhaud. Elle traverse la ville d'Issoire, coulant à proximité immédiate du centre-ville et longeant brièvement au sud les boulevards ayant remplacé les anciens remparts. Elle se jette dans l'Allier, en rive gauche, à la limite orientale de la commune , vers 370 mètres d'altitude, juste en aval du pont suspendu de Parentignat.
Elle est longue de 46,7 km, avec une direction, sur la seconde moitié de son parcours, grossièrement ouest-est.

### Principaux affluents
- La Couze de Valbeleix

### Hydrologie
Le débit de la Couze Pavin a été observé sur une période de 68 ans (1946-2013), à Saint-Floret, localité située une quinzaine de kilomètres en amont d'Issoire et de son confluent avec l'Allier. À cet endroit le bassin versant de la rivière est de 216 km2 sur un total d'environ 300 km2, soit 72 % de la totalité.
Le module de la rivière à Saint-Floret est de 4,58 m3/s.
La Couze Pavin présente des fluctuations saisonnières de débit moyennes, typiques des rivières du Massif central français avec une alimentation partiellement nivale. Les hautes eaux se situent en hiver et au printemps, de décembre à avril inclus, et portent le débit mensuel moyen jusqu'à 7,26 m3/s en février. Les basses eaux d'été, de juillet à septembre, entrainent une baisse du débit moyen mensuel jusqu'à 1,47 m3/s au mois d'août.
Le VCN3 peut chuter jusque 0,61 m3/s, en cas de période quinquennale sèche.
D'autre part les crues peuvent prendre une certaine importance et sont assez fréquentes. Le QIX 10 est de 74 m3/s (53 pour la Couze Chambon). Quant au QIX 20 il se monte à 86 m3/s (62 pour la Couze Chambon), tandis que le QIX 50 est de 100 m3/s (74 pour la Couze Chambon), soit 6,7 % de celui de l'Allier à Cuffy. Enfin le QIX 2 et le QIX 5 valent respectivement 42 et 61 m3/s (contre 28 et 43 pour la Couze Chambon) .
Il est aussi intéressant de faire une comparaison avec un affluent assez important de la Seine, l'Eure. Le QIX 10 de l'Eure à Cailly-sur-Eure vaut 83 m3/s, tandis que son QIX 50 est de 110 m3/s. Le QIX 10 comme le QIX 50 de la Couze Pavin, petite rivière possédant un petit bassin de 216 km2 au niveau de la station hydrologique de Saint-Floret, sont proches de 90 % de ceux de l'Eure, alors que le bassin versant de cette dernière est 21 fois plus étendu.
Le débit instantané maximal enregistré a été de 106 m3/s le 1er janvier 1982, tandis que la valeur journalière maximale était de 76 m3/s le 13 janvier 1962.
La lame d'eau écoulée dans le bassin de la Couze Pavin est de 671 millimètres annuellement, ce qui est élevé, nettement supérieur à la moyenne d'ensemble de la France, mais également bien supérieur à la totalité du bassin versant de l'Allier (319 millimètres). Le débit spécifique (ou Qsp) atteint 21,2 litres par seconde et par kilomètre carré de bassin (16,3 pour la Couze Chambon).

### Communes traversées
La Couze Pavin arrose douze communes, toutes situées dans le département du Puy-de-Dôme, soit d'amont vers l'aval :
- Chambon-sur-Lac (source)
- Besse-et-Saint-Anastaise (source)
- Saint-Pierre-Colamine
- Saint-Diéry
- Saurier
- Saint-Floret
- Saint-Vincent
- Saint-Cirgues-sur-Couze
- Chidrac
- Meilhaud
- Perrier
- Issoire (confluence)

## Divers
- Couze dérive du mot nord-occitan « Cosa » pouvant être traduit par torrent[5].

- Un festival, « Les Musicales du Pays des Couzes », a lieu chaque été depuis 2006 dans cette région[6].

## Galerie de photos

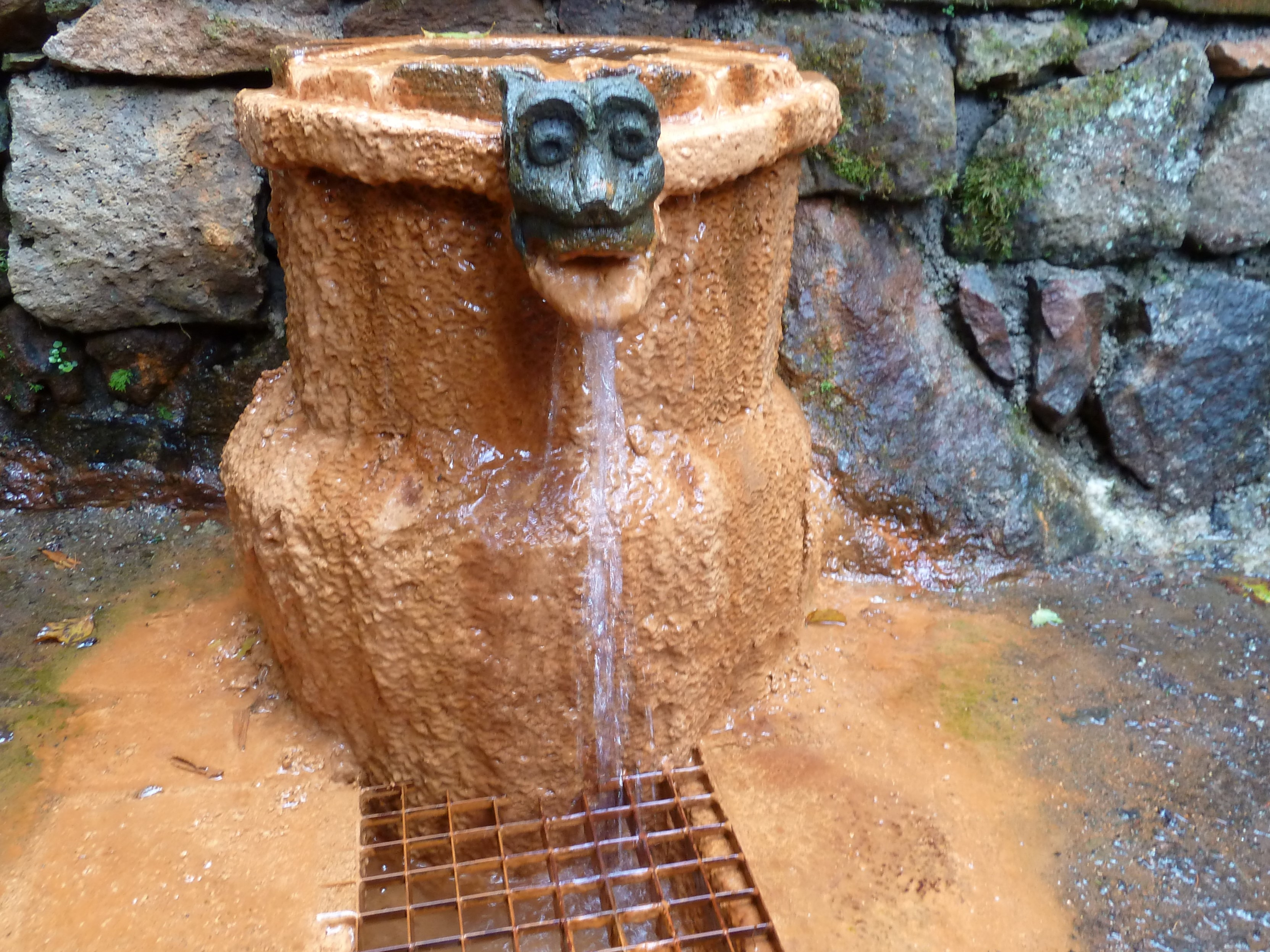
La source Goyon au rocher de Berthaire.
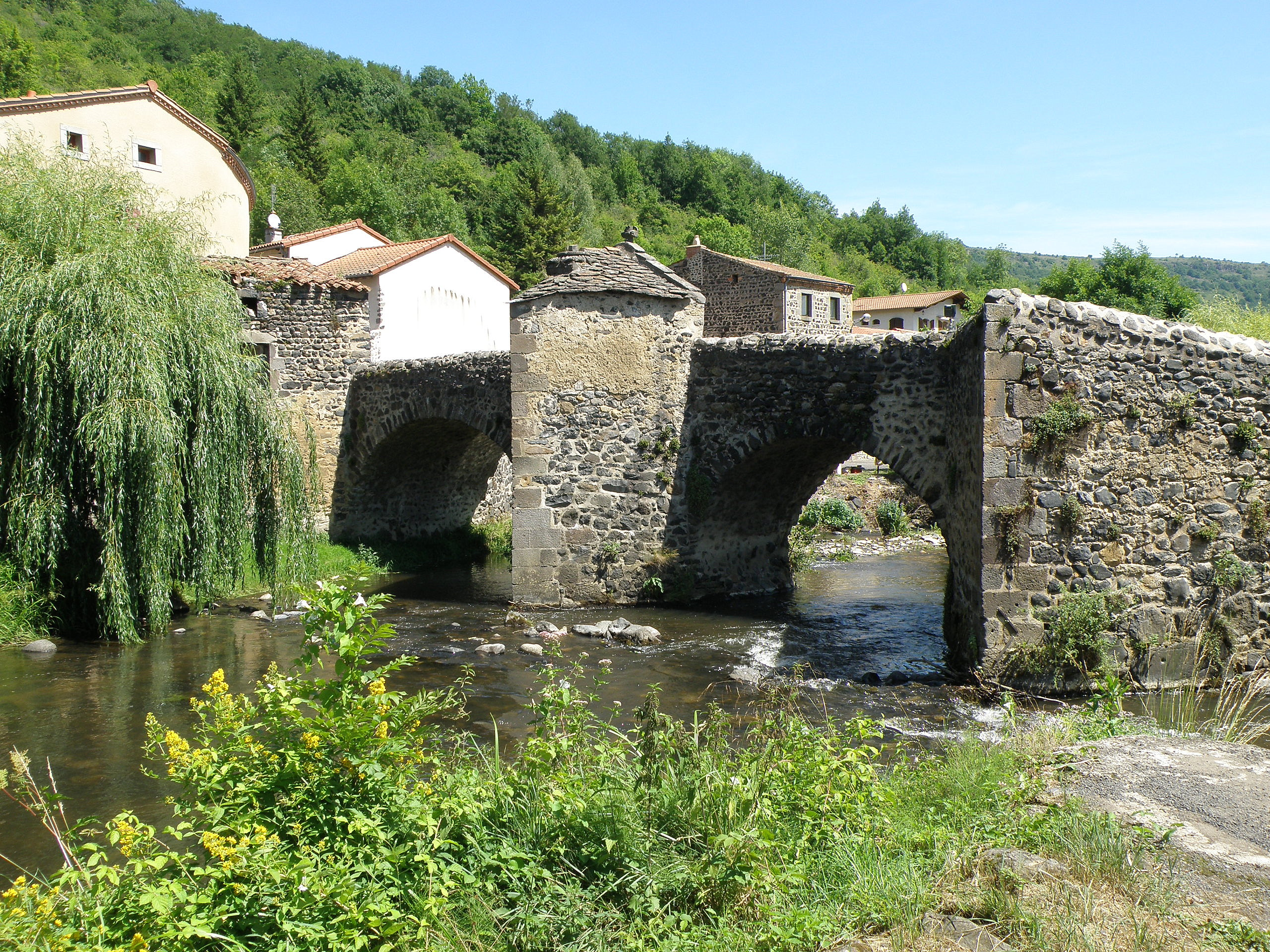
Le pont médiéval de Saurier.
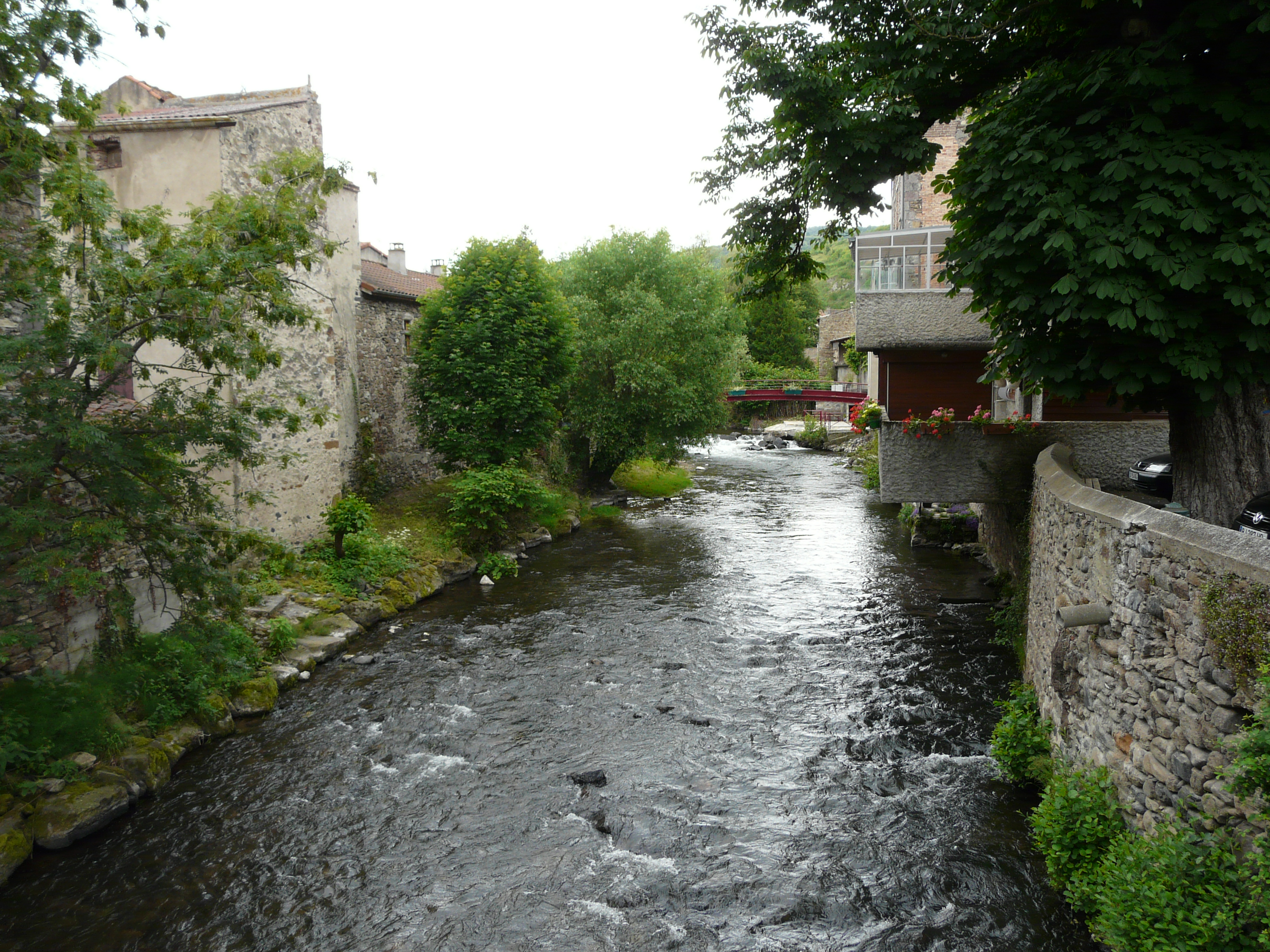
La Couze Pavin à Saint-Floret.
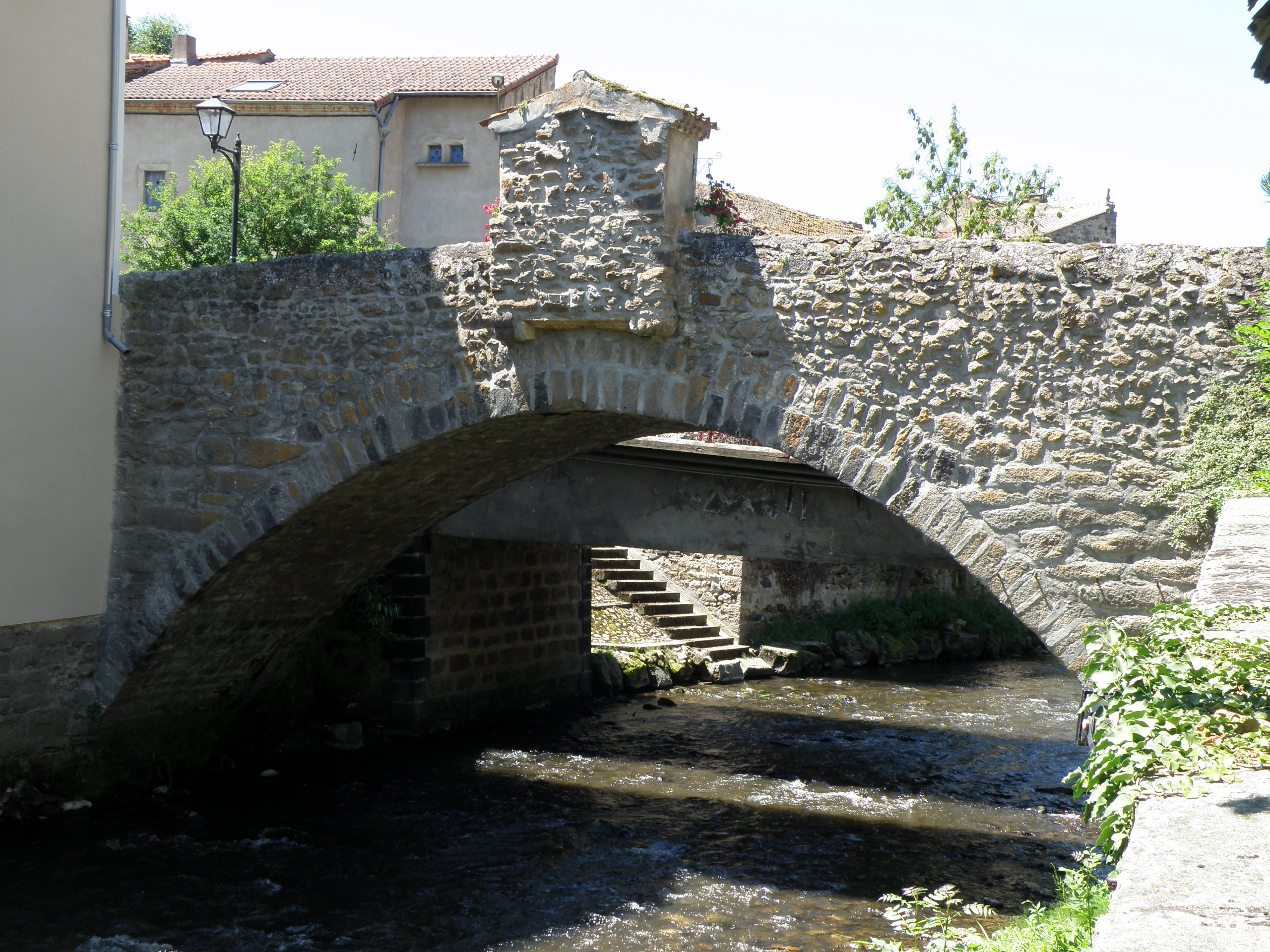
Le vieux pont de la Pède à Saint-Floret.
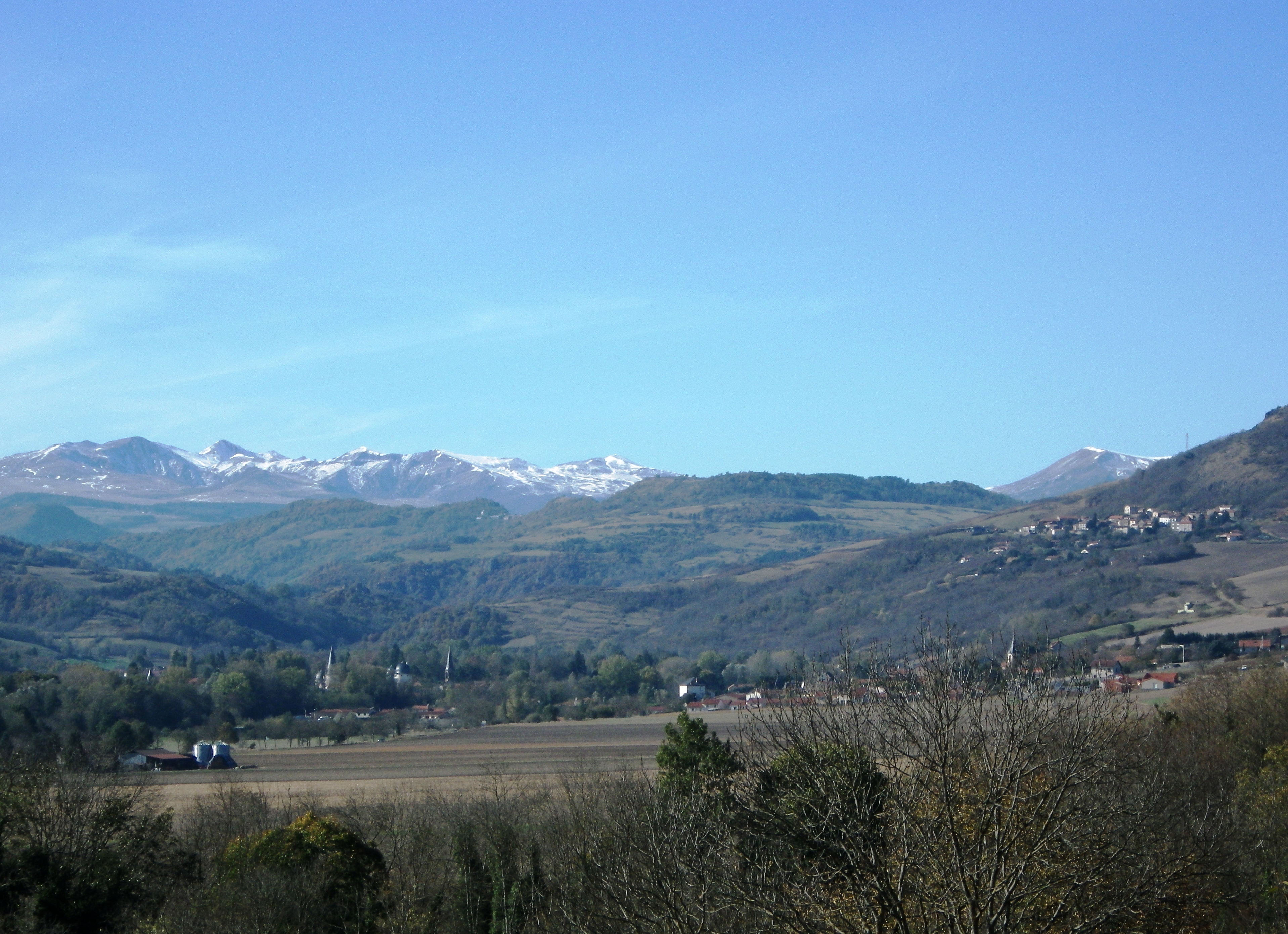
La vallée de la Couze Pavin au niveau de Saint-Cirgues-sur-Couze.